# Người treo cổ

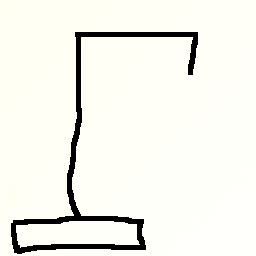
Hình vẽ bắt đầu của trò chơi.

Người treo cổ là 1 trò chơi với bút và giấy theo kiểu đoán từ dựa vào số kí tự của từ đó. Thông thường, trò này gồm 2 người chơi với phương tiện đơn giản là bút và 1 tờ giấy trắng. Người thứ nhất sẽ nghĩ 1 từ trong đầu và đưa ra số kí tự của từ đó dưới dạng 1 hàng gạch ngang, người thứ 2 sẽ lần lượt đoán các chữ cái mà họ cho là có mặt trong từ, mỗi lần đoán đúng thì các gạch ngang tương ứng sẽ được thay bằng chữ cái đoán được, mỗi lần đoán sai thì "giá treo cổ" sẽ được vẽ thêm 1 nét của "người treo cổ". Cuộc chơi kết thúc khi 1 từ được đoán đúng hoặc hình người treo cổ (thường gồm 6 nét, tương ứng 6 lần đoán sai) bị hoàn tất.